# Municipio de Fairfield (condado de Mahoning)
El municipio de Fairfield (en inglés: Fairfield Township) es un municipio ubicado en el condado de Mahoning en el estado estadounidense de Ohio. En el año 2010 tenía una población de 666 habitantes y una densidad poblacional de 376,49 personas por km².

## Geografía
El municipio de Fairfield se encuentra ubicado en las coordenadas 40°54′21″N 80°41′26″O / 40.90583, -80.69056. Según la Oficina del Censo de los Estados Unidos, el municipio tiene una superficie total de 1.77 km², de la cual 1,59 km² corresponden a tierra firme y (10,25 %) 0,18 km² es agua.

## Demografía
Según el censo de 2010, había 666 personas residiendo en el municipio de Fairfield. La densidad de población era de 376,49 hab./km². De los 666 habitantes, el municipio de Fairfield estaba compuesto por el 96,85 % blancos, el 1,5 % eran afroamericanos, el 0,6 % eran asiáticos y el 1,05 % eran de una mezcla de razas. Del total de la población el 1,5 % eran hispanos o latinos de cualquier raza.